# San Nicola Baronia
San Nicola Baronia är en ort och kommun i provinsen Avellino i regionen Kampanien i Italien. Kommunen hade 765 invånare (2017).